# Gli uomini, che mascalzoni...
Gli uomini, che mascalzoni... è un film del 1932, diretto da Mario Camerini.
Presentata alla prima edizione della Mostra del cinema di Venezia, «questa commedia comico-sentimentale profumata di giovinezza e raccontata con garbo» all'epoca riscosse un clamoroso successo, non solo in Italia. Lanciò come divo cinematografico Vittorio De Sica, fino ad allora attore di teatro leggero, rese celebre la canzone Parlami d'amore Mariù, cantata in una sequenza del film dallo stesso De Sica, e rappresentò un'importante innovazione nel cinema italiano dell'epoca, per la scelta rivoluzionaria di girare in esterni invece che negli ambienti ricostruiti nei teatri di posa.
Dopo questa prima collaborazione, Camerini e De Sica lavorarono insieme in una serie di fortunate commedie sentimentali, tra cui Il signor Max (1937) e I grandi magazzini (1939).
Nel 1953 il film ha avuto un remake, poco fedele, Gli uomini, che mascalzoni!, con Walter Chiari nel ruolo del protagonista.
Il 9 luglio 2022 il film, alla presenza della figlia del regista e dei presidenti di Biennale e della sezione Cinema, è stato proiettato gratuitamente nella Sala Grande per il novantesimo anniversario della Mostra del Cinema.

## Trama
Nell'operosa Milano degli anni trenta, lo chauffeur Bruno si invaghisce della schiva Mariuccia, commessa in una profumeria e figlia di un tassista. Poiché la ragazza e le sue colleghe non sembrano prenderlo sul serio vedendolo in bicicletta, per far colpo su di lei, Bruno va a prenderla al lavoro con l'auto del padrone, presa di nascosto con la scusa di un guasto, e invece di riaccompagnarla a casa la porta a fare un giro fino ad Arona, sul Lago Maggiore. Sulla via del ritorno si fermano in un'osteria, dove ballano insieme sulle note di Parlami d'amore Mariù. Quando sulla stessa strada passa la moglie del padrone che riconosce l'auto, Bruno finge di essere uscito solo per provare la vettura dopo averla riparata ed è costretto a riportare subito la signora a Milano. A Mariuccia, Bruno lascia detto che tornerà subito ma rimane coinvolto in un incidente durante il ritorno. La ragazza si ritrova sola, lontana da casa, senza soldi. Conquistata la solidarietà femminile della moglie dell'oste con il racconto della propria disavventura, viene ospitata per la notte e riaccompagnata in città la mattina dopo.
Bruno, licenziato per aver quasi distrutto l'auto, si reca in profumeria per scusarsi con Mariuccia, ma viene accolto gelidamente dalla ragazza, convinta di essere stata presa in giro, e viene indotto ad acquistare un costoso profumo, come punizione per il suo comportamento. I due si perdono di vista e si reincontrano casualmente quando il nuovo padrone di Bruno dà un passaggio in auto proprio a Mariuccia. Bruno non può sopportare l'umiliazione di fare da autista alla ragazza e rinuncia al lavoro così faticosamente trovato, abbandonando l'auto e i passeggeri in mezzo alla strada. Mariuccia, scoperto che Bruno non è un signore ma un semplice lavoratore, è disposta a ricredersi e a dargli un'altra occasione ma ora è lui a non volerne più sapere di lei e l'accusa di essere interessata solo agli uomini ricchi.

Lo spartito della canzone di Bixio

Pentito per averla trattata male, Bruno cerca di nuovo Mariuccia e la ritrova al suo nuovo posto di lavoro presso uno stand della fiera campionaria. La ragazza, sentendosi in colpa per essere stata l'involontaria causa del licenziamento di Bruno, sfrutta l'interesse suscitato in un maturo ingegnere per procurargli un lavoro durante la fiera, senza però fargli sapere che il merito è suo. I due ragazzi sono ormai una coppia ma il loro rapporto viene nuovamente messo in crisi da un'incomprensione: una sera Mariuccia, in segno di riconoscenza, si trova costretta ad accompagnare il suddetto ingegnere al parco dei divertimenti all'interno della fiera. Bruno, che lavora qualche stand più in là, riceve la soffiata dalla commessa di uno stand di caramelle invaghitasi di lui e senza pensarci due volte, chiede alla commessa di andare con lui nello stesso posto. Bruno finge di essere in confidenza con la commessa, provocando il dispiacere di Mariuccia.
Quando però la ragazza incolpevole scappa via in lacrime, Bruno abbandona la commessa e insegue Mariuccia fin dentro un taxi, dove infine si chiariscono e lui le propone di sposarlo. Caso vuole che il taxista sia proprio il padre di Mariuccia che ha sentito tutto ed è ben disposto a benedire la nuova unione.

## Produzione

### Riprese
Il regista Camerini, appoggiato dal produttore Cecchi, prese la decisione rivoluzionaria di girare il film in esterni, invece che nei soliti teatri di posa, che rischiavano di dare un senso di fasullo con i loro ambienti ricostruiti. Così si espresse Filippo Sacchi sul quotidiano milanese Corriere della Sera in merito a questo primo film girato in esterni a Milano: «È la prima volta che vediamo Milano sullo schermo. Ebbene, chi poteva supporre che fosse tanto fotogenica? Camerini ha saputo cogliere con una finezza estrema certi inconfondibili momenti del volto e del movimento di Milano ed è riuscito a darcene, senza sforzo, il colore tutto lombardo, l'operosa vitalità».
Soprattutto per le scene ambientate alla fiera campionaria il Dizionario Mereghetti definisce il film «una testimonianza di un momento di cambiamento e ristrutturazione del capitalismo italiano».
L'auto che Bruno guida per far colpo su Mariuccia è una Fiat 525 Torpedo.

### Cast

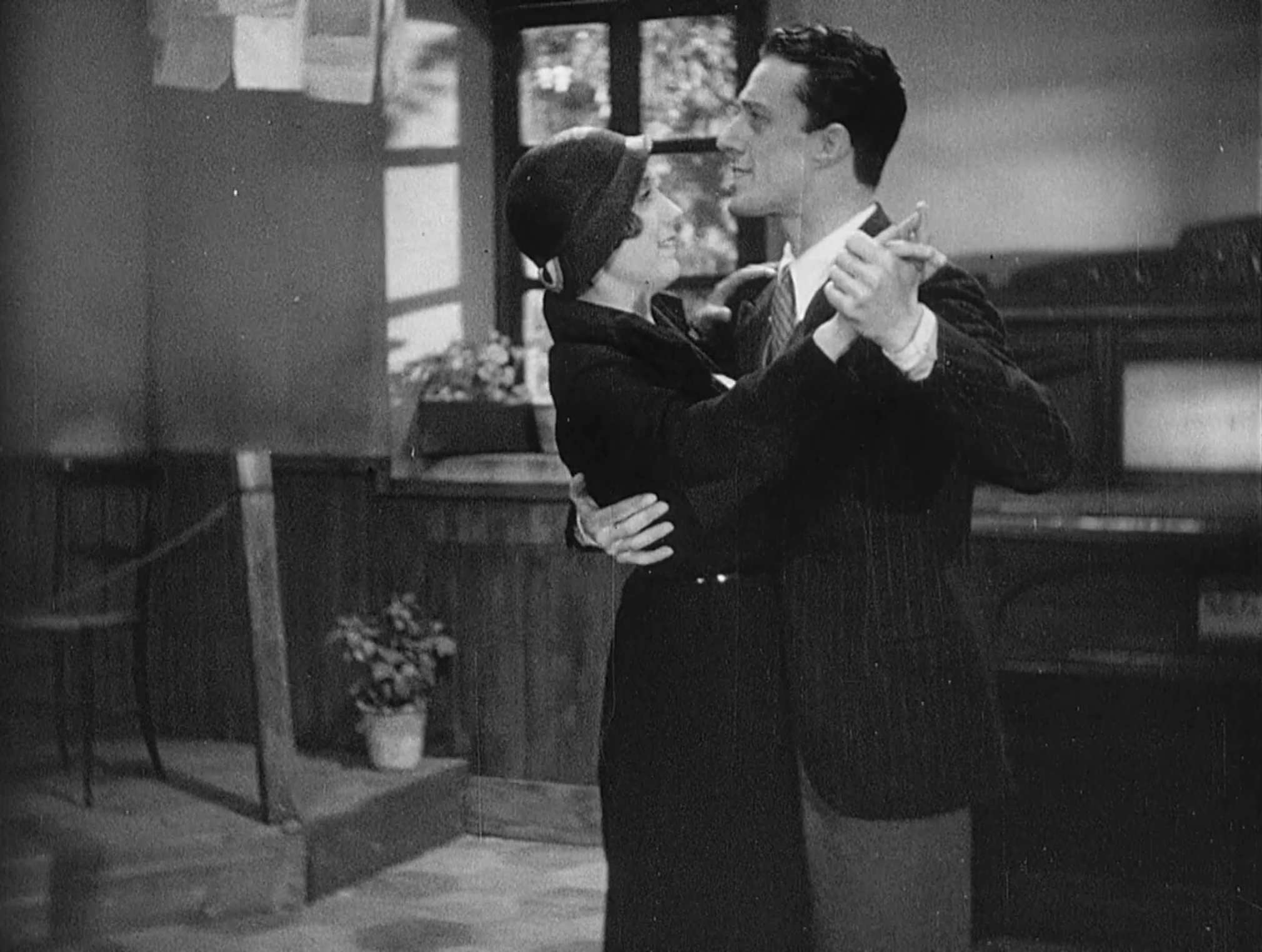
Lya Franca e Vittorio De Sica nel film, mentre ballano Parlami d'amore Mariù

- Vittorio De Sica fu fortemente voluto per il ruolo di protagonista da Camerini, che per questo dovette contrastare Pittaluga, presidente della Cines, che non voleva nei propri film quel giovane attore dal naso troppo grande.[2]
- Due degli attori cambiarono nome in seguito: Aldo Moschino diventò Giacomo Moschini, Pia Lotti Carola Lotti.

### Colonna sonora
Camerini decise di inserire nel film la canzone Parlami d'amore Mariù di Cesare Andrea Bixio malgrado la casa di produzione avesse espresso parere contrario. Alla fine quella canzone divenne addirittura più celebre del film stesso.